# Christian Walther (Amtmann)
Christian Walther (getauft 26. Mai 1680 in Tanne (Harz); † 20. März 1728 in Blankenburg (Harz)) war ein preußischer Amtmann in Benneckenstein, ab 1711 Oberfaktor und Hüttenpächter in Tanne, ferner Erb- und Gerichtsherr von Langeln, Sorge (Harz) und Voigtsfelde sowie Faktor zu Sorge. Bekanntheit erlangte er durch den Prozess der vier Oberfaktoren gegen Herzog Ludwig Rudolph ab 1725.

## Leben
Er war der Sohn von Gabriel Bernhard Walther (1652–1728), der Hüttenpächter in Tanne gewesen war, und der Barbara Sophie geb. von Windheim (geb. 1658).
Christian Walther geriet in einen Prozess wegen des Vorwurfs, er habe dem Verpächter der Eisenhütte, dem Herzog Ludwig Rudolph, Einnahmen aus der Pacht vorenthalten. Er wurde 1725 verhaftet und im Herbst 1726 zum Tode verurteilt. Er starb in Haft, ehe das Urteil zur Vollstreckung gelangte.
Walther heiratete 1705 in Sorge eine Schwester des Bernhard Friedrich von Wackerhagen, die reiche Anna Eleonora Wackerhagen (1688–1751), die später das Rittergut Agnesdorf von ihrer verwitweten Mutter erhielt. Aus der Ehe gingen folgende Kinder hervor: 
- Henriette Eleonora Sophia Walther (* 1. Oktober 1706 in Sorge)

⚭ 1712 Ernst Karl Ludwig von Worbis († 1. Oktober 1750), Rehunger Linie
⚭ 1753 Freiherr Adolph Ernst von Linsingen  (* 10. Februar 1723; † 26. Mai 1784)
- Henriette Friederike Catharine (* 1709 in Benneckenstein), Mutter von August Wilhelm Hermann von Zenge (* 11. Oktober 1736; †  29. November 1817), Generalmajor
- Carl (* 1710; † 1764) ⚭ Catharina Elisabeth Sophie Bünting (* 1730; † 1778)
- Christine Elisabeth (* 1711; † 1790) ⚭ Johann Lew Friedrich von Büntzingslöwen (* 1699; † 1763)
- Johanna Louise (* 1717 in Tanne)